# Intolleranza: Simon del deserto
Intolleranza: Simon del deserto (Simón del desierto) è un mediometraggio del 1964 diretto da Luis Buñuel.
Appartiene al periodo messicano del regista spagnolo. Nel 1965 è stato premiato con il Leone d'argento alla 26ª Mostra internazionale d'arte cinematografica di Venezia.
La pellicola narra la vicenda di un santone cristiano con ironia e sottolinea la vacuità della sofferenza e della mortificazione religiosa, continuando la polemica anti-confessionale articolata in molte altre opere del regista spagnolo (in particolare in L'angelo sterminatore, Viridiana e Nazarín). Per i temi trattati, Simon del deserto è stato paragonato anche a La ricotta di Pasolini.
"Il film si snoda da una sequenza (a volte quasi una gag) all'altra con compiuta perfezione, denso di trovate paradossali, surreali, magiche e picaresche, come in una «summa» del migliore Buñuel".
Alcune sequenze sono accompagnate dal suono dei tamburi di Calanda, paese natale del regista.

## Trama
Intorno al VI secolo d.C., in Siria da otto anni, otto mesi e otto giorni, il monaco cristiano Simón vive su di una colonna in pieno deserto, come Simeone Stilita; si nutre di poche cose offertegli da alcuni frati di un convento vicino; viene venerato dalla gente che accorre a vederlo e a implorare grazie; fa miracoli; subisce tentazioni di ogni sorta da parte degli uomini e del Maligno. Lo stilita riesce sempre a individuare l'insidia del male e a rifiutarla, forte della preghiera e di un animo temperato dall'ascetismo più severo. Un giorno, all'improvviso, un aereo lo trasporta al XX secolo, negli anni '60, a New York, in un night club in cui Simón segue assente, dubbioso, il ritmo sfrenato delle danze.

## Produzione
Nel 1960, dopo l'esilio in Messico, Buñuel ritornò nel suo Paese natale per dirigere Viridiana, che scandalizzò il Vaticano ed il governo spagnolo che aveva parzialmente finanziato il progetto al punto da costringerlo ad un secondo esilio. Girato proprio in questo periodo, Simon del deserto completò la trilogia di film con Silvia Pinal e Claudio Brook incentrati sul tema religioso iniziata con Viridiana nel 1961 e proseguita con L'angelo sterminatore l'anno successivo.
L'insolita durata (45 minuti) fu dovuta a problemi di produzione che spinsero Buñuel a concludere il progetto prematuramente. La seconda parte del film avrebbe dovuto mostrare come il diavolo tornasse indietro per sostituirsi a Simón, e portare al "male" i fedeli.

## Riconoscimenti
- 26ª Mostra internazionale d'arte cinematografica di Venezia
  - Leone d'argento